# Full House (serie de televisión de 2004)
Full House (en hangul, 풀하우스) es una serie de televisión surcoreana emitida durante 2004 y protagonizada por Song Hye-kyo, Jung Ji-hoon, Han Eun-jung y Kim Sung-soo.
Fue trasmitida por KBS 2TV desde el 14 de julio, hasta el 2 de septiembre de 2004, con una extensión final de 16 episodios emitidos los miércoles y jueves a las 21:50 (KST). Está basada en el manhwa del mismo nombre, escrito por Won Soo-yeon. Fue un gran éxito y se convirtió en una de las series pioneras en mostrar la cultura coreana a nivel mundial, conocida como Hallyu.

## Argumento
Han Ji-eun es una aspirante a escritora con una vida tranquila, vive sola en su amada 'Full House' (nombre que le puso su papá a la casa), sus dos amigos la embarcan de vacaciones a China. En China, ella tuvo que pasar de todo para poder regresar a Corea, y es gracias a un famoso actor llamado Lee Young-jae que de muy mala gana la ayuda. Al llegar descubre que sus amigos vendieron su casa y que le robaron todos sus ahorros, y sin imaginarse que el nuevo dueño de Full House es Young-jae.
Young-jae, en un arrebato producto del despecho al ser rechazado por Kang Hye-won; su amiga de infancia, decide proponerle matrimonio a Ji-eun quien aceptará casarse con él y fingir por seis meses, a cambio de que vuelva a ser de nuevo la propietaria de Full House y de una compensación económica. Pero todo se complica cuando Ji-eun empieza a enamorarse de su falso marido y que Hye-won al sentirse rechazada por Yoo Min-hyuk, ahora busca consuelo en Young-jae, quien empezara a sentir celos debido al interés que muestra su amigo Young-jae hacia su ahora esposa.

## Reparto

### Principales
- Song Hye-kyo como Han Ji-eun, una chica optimista, alegre y leal a sus amigos. A pesar de ingenua y no muy inteligente, ella se muestra como un personaje con agallas y un buen corazón como se muestra en sus esfuerzos para ser escritora. Ella vive en una casa muy hermosa, llamada Full House, que heredó de sus padres. Sus únicos amigos antes de conocer a Young-jae son Yang Hee-jin y Shin Dong-wook.

- Jung Ji-hoon como Lee Young-jae, un actor coreano muy popular, especialmente con las chicas. A pesar de que parece ser egoísta y obstinado, sobre todo para mantener su orgullo, secreta sentimientos no correspondidos por su amiga de la infancia, Hye-won. Pero más tarde, él se enamora de Ji-eun. Él también tiene una frágil relación con su padre, que es médico. Young-jae tenía una hermana que murió cuando era niña. A pesar de que puede ser egoísta, se preocupa profundamente por sus amigos.

- Han Eun-jung como Kang Hye-won, una amiga de la familia de Young-jae, desde la infancia. Trabaja como diseñadora de modas y también con la gran mayoría de los diseños de ropa de Young-jae. Con una familia rica y atractiva apariencia, ella está acostumbrada a la atención de los hombres, pero ella sólo ha querido a Min-hyuk.

- Kim Sung-soo como Yoo Min-hyuk, un mujeriego, inteligente, hábil y respetuoso, pero se mantiene separado de la mayoría de la gente debido a su estilo de vida. También es muy amigo de Young-jae, quien confía en él sus sentimientos por Ji-eun. Min-hyuk es vicepresidente de una compañía de medios de gran tamaño. Al igual que Hye-won, es atractivo y se utiliza para la atención de las mujeres.

### Secundario
- Jang Yong como el señor Lee, padre de Young-jae.
- Sunwoo Eun-sook como la señora Kim, madre de Young-jae.
- Kim Ji-young como la abuela de Young-jae.
- Lee Young-eun como Yang Hee-jin, amiga de Ji-eun.
- Kang Do-han como Shin Dong-wook, amigo de Ji-eun y marido de Hee-jin.
- Im Ye-jin como la mánager de Young-jae.

## Producción

### Lugares
Full House fue filmada en la zona Gwangyeok-si de Incheon. Situado cerca del Aeropuerto Internacional de Incheon, se puede llegar en un paseo en barco de diez minutos de Puerto Sammok a esta escapada tranquila a orilla del mar. A diferencia de otros lugares de rodaje en Corea, se trata de una casa real. Hecha principalmente de madera, la casa de esta serie, que es una casa de propiedad privada, cuesta aproximadamente el equivalente de un millón de dólares. La propiedad frente a la playa da a mar abierto, con vistas al elegante que podría ser utilizado en cualquier postal. Muchos fanes de la serie hacen una peregrinación a esta casa ya famosa. Algunos lugares cercanos de interés son Jogak y Park on Mondo Island, en donde un puente conecta con estas dos islas.
El primer episodio fue rodado en Shanghái cerca del Bund, y episodios posteriores se filmaron en algunas partes de Tailandia.

## Banda sonora
En el año 2005, Sony Music Asia Entertainment lanzó a la venta un disco especial de soundtrack para los fanes de esta serie que tuvo un gran éxito, se hicieron 3 versiones para diferentes países y una de ellas incluía un DVD con 3 videos, entre ellos estaba el video musical de la canción I Think I Love You de Byul.
Lista de canciones:
Edición Normal (CD)
| N.º | Título                                                   | Duración |  |
| 1.  | «Full House (Instrumental)»                              | 2:35     |  |
| 2.  | «WHY - 운명 (Oon myung; Fate)»                           | 4:13     |  |
| 3.  | «Forever (Instrumental)»                                 | 2:18     |  |
| 4.  | «Byul - I Think I Love You»                              | 3:57     |  |
| 5.  | «시 (Instrumental)»                                      | 2:41     |  |
| 6.  | «Noel - 친구란 말 (chingu ran mal)»                      | 3:41     |  |
| 7.  | «Why - 운명 (Full Slow Instrumental)»                    | 3:58     |  |
| 8.  | «Blue Hills (Instrumental)»                              | 2:29     |  |
| 9.  | «Why - 운명 (Slow Version) (Oon myung)»                  | 3:58     |  |
| 10. | «I Think I Love You(Guitar Instrumental)»                | 4:16     |  |
| 11. | «G-soul - 늦게 핀 사랑 (Too Late) (neut geh pin sarang)» | 3:53     |  |
| 12. | «WHY - Forever»                                          | 3:44     |  |
| 13. | «Why - 운명 (Semi Slow Instrumental)»                    | 1:59     |  |
| 14. | «Love At The Gate (Instrumental)»                        | 1:57     |  |
| 15. | «고마워할게요»                                           | 3:40     |  |
| 16. | «늦게 핀 사랑 (Too Late) (Violin Instrumental)»          | 3:57     |  |
| 17. | «Amazing Love (Instrumental)»                            | 2:54     |  |
| 18. | «Paradiso (Instrumental)»                                | 2:13     |  |
| 19. | «Why - 운명 (Instrumental)»                              | 4:15     |  |

Edición Especial (CD+DVD)
| N.º | Título                                                   | Duración |  |
| 1.  | «Full House (Instrumental)»                              | 2:35     |  |
| 2.  | «WHY - 운명 (Oon myung; Fate)»                           | 4:13     |  |
| 3.  | «Forever (Instrumental)»                                 | 2:18     |  |
| 4.  | «Byul - I Think I Love You»                              | 3:57     |  |
| 5.  | «시 (Instrumental)»                                      | 2:41     |  |
| 6.  | «Noel - 친구란 말 (chingu ran mal)»                      | 3:41     |  |
| 7.  | «Why - 운명 (Full Slow Instrumental)»                    | 3:58     |  |
| 8.  | «Blue Hills (Instrumental)»                              | 2:29     |  |
| 9.  | «Why - 운명 (Slow Version) (Oon myung)»                  | 3:58     |  |
| 10. | «I Think I Love You(Guitar Instrumental)»                | 4:16     |  |
| 11. | «G-soul - 늦게 핀 사랑 (Too Late) (neut geh pin sarang)» | 3:53     |  |
| 12. | «WHY - Forever»                                          | 3:44     |  |
| 13. | «Why - 운명 (Semi Slow Instrumental)»                    | 1:59     |  |
| 14. | «Love At The Gate (Instrumental)»                        | 1:57     |  |
| 15. | «고마워할게요»                                           | 3:40     |  |
| 16. | «늦게 핀 사랑 (Too Late) (Violin Instrumental)»          | 3:57     |  |
| 17. | «Amazing Love (Instrumental)»                            | 2:54     |  |
| 18. | «Paradiso (Instrumental)»                                | 2:13     |  |
| 19. | «Why - 운명 (Instrumental)»                              | 4:15     |  |
| 20. | «Lee Boram- Geu Deh Ji Geum»                             | 4:00     |  |

DVD

| N.º | Título                         | Duración |  |
| 1.  | «DJ DOC - DOC wa choom eul MV» | 3:12     |  |
| 2.  | «Byul - I Think I Love You MV» | 4:36     |  |
| 3.  | «Full House - Trailer»         | 3:57     |  |

A finales del 2005, Rain junto con Sony Music Asia Entertainment produjo y lanzó la edición especial del disco de soundtracks de Full House, con colaboraciones y remixes hechos por artistas como Skrillex (Estados Unidos), Bi Rain, ATB (Alemania) y Song Hye Kyo.
Full House [Deluxe Edition][Disc 1]
| N.º | Título                                                   | Duración |  |
| 1.  | «Full House (Instrumental)»                              | 2:35     |  |
| 2.  | «WHY - 운명 (Oon myung; Fate)»                           | 4:13     |  |
| 3.  | «Forever (Instrumental)»                                 | 2:18     |  |
| 4.  | «Byul - I Think I Love You»                              | 3:57     |  |
| 5.  | «시 (Instrumental)»                                      | 2:41     |  |
| 6.  | «Noel - 친구란 말 (chingu ran mal)»                      | 3:41     |  |
| 7.  | «Why - 운명 (Full Slow Instrumental)»                    | 3:58     |  |
| 8.  | «Blue Hills (Instrumental)»                              | 2:29     |  |
| 9.  | «Why - 운명 (Slow Version) (Oon myung)»                  | 3:58     |  |
| 10. | «I Think I Love You(Guitar Instrumental)»                | 4:16     |  |
| 11. | «G-soul - 늦게 핀 사랑 (Too Late) (neut geh pin sarang)» | 3:53     |  |
| 12. | «WHY - Forever»                                          | 3:44     |  |
| 13. | «Why - 운명 (Semi Slow Instrumental)»                    | 1:59     |  |
| 14. | «Love At The Gate (Instrumental)»                        | 1:57     |  |
| 15. | «고마워할게요»                                           | 3:40     |  |
| 16. | «늦게 핀 사랑 (Too Late) (Violin Instrumental)»          | 3:57     |  |
| 17. | «Amazing Love (Instrumental)»                            | 2:54     |  |
| 18. | «Paradiso (Instrumental)»                                | 2:13     |  |
| 19. | «Why - 운명 (Instrumental)»                              | 4:15     |  |

Full House [Deluxe Edition][Disc 2]
| N.º | Título                                                | Duración |  |
| 1.  | «Scatting - Title Shuffle (Humming)»                  | 1:10     |  |
| 2.  | «Song Hye Kyo - Gom Se Ma Ri»                         | 0:21     |  |
| 3.  | «Lee Boram - Geu Deh Ji Geum»                         | 4:00     |  |
| 4.  | «Song Hye Kyo - Sha La La (Humming)»                  | 1:41     |  |
| 5.  | «DJ DOC - DOC wa choom eul ~ JE's Karaoke Song»       | 3:12     |  |
| 6.  | «Rain - I Do»                                         | 3:46     |  |
| 7.  | «Jo Kyu Man - Give It All ~ YJ's Acoustic Version»    | 4.03     |  |
| 8.  | «Song Hye Kyo - Sha La La (Airplane Remix)»           | 2:47     |  |
| 9.  | «Rain - I Do (Featuring. Panudda) (Thai Version)»     | 3:48     |  |
| 10. | «Lee Boram - Geu Deh Ji Geum (Skrillex Batboi Remix)» | 4:29     |  |

## Premios
2004 KBS Drama Awards
- Mejor pareja - Bi Rain y Song Hye Kyo
- Mejor actuación femenina - Song Hye Kyo
- Mejor actuación masculina - Bi Rain
- Popularidad - Bi Rain
- Popularidad - Song Hye Kyo

## Emisión internacional
- Hong Kong: Entertainment Channel.
- Japón: TV Tokyo y Nippon TV
- Taiwán: CTS GTV
- Filipinas: GMA Network
- México: Mexiquense TV (2016).
- Panamá: SERTV (2016)

## Adaptaciones
| Año  | País      | Cadena      | Nombre                                                          |
| ---- | --------- | ----------- | --------------------------------------------------------------- |
| 2009 | Filipinas | GMA Network | Full House                                                      |
| 2014 | Camboya   |             | បំណុលផ្ទះជំពាក់ស្នេហ៏                                                     |
| 2009 | Vietnam   | VTV         | Ngôi Nhà Hạnh Phúc                                              |
| 2014 | Tailandia | True4U      | Full House วุ่นนักรักเต็มบ้าน                                         |
| 2015 | Turquía   | Show TV     | İlişki Durumu: Karışık                                          |
| 2017 | Pakistán  | Hum TV      | یہ رہا دل (Yeh Raha Dil)                                        |
| 2018 | Malasia   | Astro Ria   | Alamatnya Cinta                                                 |
| 2020 | China     | Tencent     | 仲夏满天心 / Zhong Xia Man Tian Xin (Midsummer is Full of Love) |